# Florian Kastenmeier
Florian Kastenmeier (Ratisbona, 28 giugno 1997) è un calciatore tedesco, portiere del Fortuna Düsseldorf.

## Carriera
Cresciuto nel settore giovanile di Jahn Ratisbona, Burgweinting ed Augusta, dal 2015 al 2019 ha giocato nelle seconde squadre di Augusta e Stoccarda, in Fußball-Regionalliga.
Acquistato dal Fortuna Düsseldorf nel 2019, ha esordito in Bundesliga il 18 gennaio 2020 disputando l'incontro perso 1-0 contro il Werder Brema.

## Statistiche
Statistiche aggiornate al 9 febbraio 2020.

### Presenze e reti nei club
| Stagione            | Squadra             | Campionato          | Campionato | Campionato | Coppe nazionali | Coppe nazionali | Coppe nazionali | Coppe continentali | Coppe continentali | Coppe continentali | Altre coppe | Altre coppe | Altre coppe | Totale | Totale | Totale |
| Stagione            | Squadra             | Comp                | Pres       | Reti       | Comp            | Pres            | Reti            | Comp               | Pres               | Reti               | Comp        | Pres        | Reti        | Pres   | Reti   |        |
| ------------------- | ------------------- | ------------------- | ---------- | ---------- | --------------- | --------------- | --------------- | ------------------ | ------------------ | ------------------ | ----------- | ----------- | ----------- | ------ | ------ | ------ |
| 2015-2016           | Augusta II          | RL                  | 6          | -10        |                 | -               | -               |                    | -                  | -                  |             | -           | -           | 6      | -10    |        |
| 2016-2017           | Augusta II          | RL                  | 22         | -26        |                 | -               | -               |                    | -                  | -                  |             | -           | -           | 22     | -26    |        |
| Totale Augusta II   | Totale Augusta II   | Totale Augusta II   | 28         | -36        |                 | 0               | 0               |                    | -                  | -                  |             | -           | -           | 28     | -36    |        |
| 2017-2018           | Stoccarda II        | RL                  | 26         | -39        |                 | -               | -               |                    | -                  | -                  |             | -           | -           | 26     | -39    |        |
| 2018-2019           | Stoccarda II        | RL                  | 31         | -47        |                 | -               | -               |                    | -                  | -                  |             | -           | -           | 31     | -47    |        |
| Totale Stoccarda II | Totale Stoccarda II | Totale Stoccarda II | 57         | -86        |                 | 0               | 0               |                    | -                  | -                  |             | -           | -           | 57     | -86    |        |
| 2019-2020           | Fortuna Düsseldorf  | BL                  | 4          | -6         | CG              | 2               | -3              |                    | -                  | -                  |             | -           | -           | 6      | -9     |        |
| Totale carriera     | Totale carriera     | Totale carriera     | 89         | -128       |                 | 2               | -3              |                    | -                  | -                  |             | -           | -           | 91     | 131    |        |